# Brathanki
BRAThANKI est un groupe polonais. Leur musique rock tire des éléments des folklores polonais, hongrois et tchèque.

## Membres
- Janusz Mus (accordéon) (a créé le groupe le 1998)
- Adam Prucnal (violon) (depuis 1998)
- Wiktor Tatarek (guitare) (depuis 2009)
- Grzegorz Piętak (bass) (depuis 1998))
- Piotr Królik (percussions) (depuis 1998))
- Stefan Błaszczyński (flute) (depuis 1998)
- Agnieszka Dyk (chant) (depuis 2009)
- Halina Młynkowa (chant) (1998-2003)
- Magdalena Rzemek (chant) (2003-2005)
- Anna Mikoś (chant) (2003-2005)
- Ola Chodak (chant) (2005-2008)
- Jacek Królik (guitare) (1998-2009)

## Discographie
- Ano! (2000) -  4 × Platine en Pologne
  - Czerwone korale
  - Gdzie ten, który powie mi
- Patataj (2001) -  Platine en Pologne
  - W kinie, w Lublinie - kochaj mnie
  - Za wielkim morzem Ty
- Galoop (2003)
- Brathanki grają Skaldów (2011)

## Récompenses et distinctions
- Prix Fryderyk: album de l'année 2001, catégorie Etno / Folk avec Patataj